# ASM International
ASM International — американское научно-техническое материаловедческое сообщество, организует профессиональные конференции, выпускает журналы и справочники по различным направлениям материаловедения, ведёт информационные ресурсы и вырабатывает стандарты, объединяет около 20 тыс. специалистов (2023).
Основано в 1913 году как Американское сообщество металловедения (англ. American society of metals, аббревиатура «ASM» была принята в 1933 году. Со временем сфера интересов с металловедения распространена на все материаловедческие направления, включая керамику, пластические массы, композиты. В 1959 году для ассоциации построена штаб-квартира в Расселе (Огайо), одним из сооружений которой стало здание с геодезическим куполом. В штаб-квартире проводятся конференции и учебные мероприятия.
Среди поддерживаемых информационных ресурсов — обзор протоколов по сплавам, база данных свойств материалов, руководства по равноценным металлам и сплавам. Наиболее известна серия справочников (ASM Handbooks), общепризнанных как стандартные информационные издания по материаловедению, к 2023 году выпущено более 40 томов справочников.